# Vincent Ferrer
Vincent Ferrer, OP (Valencia, 23 januari 1350 - Vannes, 5 april 1419) was een Spaanse dominicaanse theoloog en missionaris die bekend stond om zijn preken en zijn inspanningen om het christendom te verspreiden tijdens de late Middeleeuwen. Hij wordt beschouwd als een van de belangrijkste predikers van zijn tijdperk en had een grote invloed op de katholieke kerk in Europa.
Ferrer werd geboren in Valencia, Spanje, en trad op jonge leeftijd toe tot de dominicaanse orde. Hij studeerde theologie en werd al snel bekend om zijn scherpe intellect en zijn vermogen om complexe theologische concepten op een toegankelijke manier uit te leggen. Ferrer werd een veelgevraagd predikant en reisde door heel Europa om het evangelie te verkondigen.
Tijdens zijn leven predikte Ferrer in verschillende landen, waaronder Spanje, Frankrijk, Zwitserland en Italië. Hij stond bekend om zijn charisma en zijn vermogen om grote menigten te boeien met zijn preken. Ferrer wordt vaak herinnerd vanwege zijn inzet voor de armen en de zieken, en zijn ijver voor het bekeren van niet-christenen tot het christendom.
Na zijn dood werd Vincent Ferrer heilig verklaard door Paus Calixtus III in 1455. Hij wordt nog steeds vereerd als een heilige binnen de katholieke kerk, met zijn feestdag op 5 april.
- Bibsys: 2038107
- Biblioteca Nacional de España: XX1094676
- Bibliothèque nationale de France: cb121582364 (data)
- Catàleg d'autoritats de noms i títols de Catalunya: 981058518417006706
- Gemeinsame Normdatei: 118627082
- Historisch woordenboek van Zwitserland: 012615
- International Standard Name Identifier: 0000 0001 2277 5294
- Library of Congress Control Number: n84058123
- Nationale Bibliotheek van Tsjechië: jn20011211107
- Nationale bibliotheek van Australië: 35595031
- Nationale Bibliotheek van Israël: 987007269662605171
- Nationale Bibliotheek van Polen: a0000001181922
- Nationale en Universitaire bibliotheek Zagreb: 000084409
- Nederlandse Thesaurus van Auteursnamen: 068603746
- Réseau des bibliothèques de Suisse occidentale: 02-A000173074
- Istituto Centrale per il Catalogo Unico: SBLV304052
- LIBRIS: 344988
- SNAC: w6v7049p
- Système universitaire de documentation: 03009819X
- Trove: 1008388
- Virtual International Authority File: 24639900
- WorldCat: E39PBJfRy7rwd87yDwg7TdbTpP